# George Hamilton
George Stevens Hamilton (Memphis, Tennessee, 12 augustus 1939) is een Amerikaans acteur.
Hamilton debuteerde al in 1952, met een klein rolletje in de film Lone Star. Eind jaren 50 speelde hij gastrollen in toen gerenommeerde televisieseries. In 1959 speelde hij een bijrol in de film Crime & Punishment, USA. Hij brak in 1960 door als Theron Hunnicutt in de dramafilm Home from the Hill, waarin hij de zoon van Robert Mitchum speelt. 
Tussen 29 oktober 1972 en 1975 was Hamilton getrouwd met actrice Alana Stewart. Uit dit huwelijk werd zoon Ashley geboren. 
Op 12 augustus 2009 kreeg Hamilton een ster op de beroemde Hollywood Walk of Fame.
- Biblioteca Nacional de España: XX1303992
- Bibliothèque nationale de France: cb139311697 (data)
- Gemeinsame Normdatei: 121113590
- International Standard Name Identifier: 0000 0000 7357 1462
- Library of Congress Control Number: no92016254
- MusicBrainz: c7b42a58-ef81-49da-b55e-edabbb0a5770
- Nationale Bibliotheek van Tsjechië: xx0282320
- Nationale Bibliotheek van Israël: 987007432754805171
- Nationale Bibliotheek van Polen: a0000001644978
- Nederlandse Thesaurus van Auteursnamen: 071625712
- SNAC: w67j4zn4
- Système universitaire de documentation: 103599940
- Virtual International Authority File: 10036596
- WorldCat: E39PBJrCbJVrHbB7vwBm9h3xXd